# UCI-Mountainbike-Weltcup 2002
Beim UCI-Mountainbike-Weltcup 2002 wurden durch die Union Cycliste Internationale Weltcup-Sieger im Cross-Country, im Downhill und erstmals im Four Cross anstelle des Dual Slalom ermittelt.
Insgesamt wurden im Cross-Country XCO, im Downhill und im Four Cross jeweils fünf Rennen ausgetragen.

## Cross-Country

### Frauen Elite
| Rnd | Datum        | Ort              | Erste               | Zweite             | Dritte              |
| --- | ------------ | ---------------- | ------------------- | ------------------ | ------------------- |
| 1   | 19. Mai      | Madrid           | Margarita Fullana   | Alison Dunlap      | Sabine Spitz        |
| 2   | 26. Mai      | Houffalize       | Margarita Fullana   | Caroline Alexander | Annabella Stropparo |
| 3   | 30. Juni     | Mont Sainte-Anne | Annabella Stropparo | Barbara Blatter    | Alison Dunlap       |
| 4   | 7. Juli      | Grouse Mountain  | Sabine Spitz        | Alison Dunlap      | Alison Sydor        |
| 5   | 8. September | Les Gets         | Margarita Fullana   | Sabine Spitz       | Anna Szafraniec     |

Gesamtwertung
| Platz | Name                | Punkte |
| ----- | ------------------- | ------ |
| 1.    | Alison Dunlap       | 850    |
| 2.    | Sabine Spitz        | 815    |
| 3.    | Margarita Fullana   | 750    |
| 4.    | Alison Sydor        | 621    |
| 5.    | Annabella Stropparo | 605    |
| 6.    | Caroline Alexander  | 350    |

### Männer Elite
| Rnd | Datum        | Ort              | Erster           | Zweiter            | Dritter          |
| --- | ------------ | ---------------- | ---------------- | ------------------ | ---------------- |
| 1   | 19. Mai      | Madrid           | Bart Brentjens   | Roland Green       | Roel Paulissen   |
| 2   | 26. Mai      | Houffalize       | Christoph Sauser | Roel Paulissen     | Filip Meirhaeghe |
| 3   | 30. Juni     | Mont Sainte-Anne | Filip Meirhaeghe | Christophe Dupouey | Lado Fumić       |
| 4   | 7. Juli      | Grouse Mountain  | Filip Meirhaeghe | Christoph Sauser   | Bart Brentjens   |
| 5   | 8. September | Les Gets         | Ryder Hesjedal   | Christoph Sauser   | Filip Meirhaeghe |

Gesamtwertung
| Platz | Name             | Punkte |
| ----- | ---------------- | ------ |
| 1.    | Filip Meirhaeghe | 935    |
| 2.    | Christoph Sauser | 740    |
| 3.    | Bart Brentjens   | 706    |
| 4.    | Roland Green     | 650    |
| 5.    | Roel Paulissen   | 612    |
| 6.    | Ryder Hesjedal   | 572    |

## Downhill

### Frauen Elite
| Rnd | Datum        | Ort              | Erste                  | Zweite          | Dritte          |
| --- | ------------ | ---------------- | ---------------------- | --------------- | --------------- |
| 1   | 2. Juni      | Fort William     | Tracy Moseley          | Vanessa Quin    | Missy Giove     |
| 2   | 9. Juni      | Maribor          | Anne-Caroline Chausson | Sabrina Jonnier | Petra Bernhard  |
| 3   | 30. Juni     | Mont Sainte-Anne | Anne-Caroline Chausson | Sabrina Jonnier | Tracy Moseley   |
| 4   | 14. Juli     | Telluride        | Anne-Caroline Chausson | Sabrina Jonnier | Marielle Saner  |
| 5   | 8. September | Les Gets         | Anne-Caroline Chausson | Sabrina Jonnier | Fionn Griffiths |

Gesamtwertung
| Platz | Name                   | Punkte |
| ----- | ---------------------- | ------ |
| 1.    | Anne-Caroline Chausson | 1027   |
| 2.    | Sabrina Jonnier        | 915    |
| 3.    | Tracy Moseley          | 795    |
| 4.    | Marielle Saner         | 643    |
| 5.    | Fionn Griffiths        | 621    |
| 6.    | Vanessa Quin           | 492    |

### Männer Elite
| Rnd | Datum        | Ort              | Erster        | Zweiter          | Dritter       |
| --- | ------------ | ---------------- | ------------- | ---------------- | ------------- |
| 1   | 2. Juni      | Fort William     | Chris Kovarik | Cédric Gracia    | Nathan Rennie |
| 2   | 9. Juni      | Maribor          | Chris Kovarik | Steve Peat       | Fabien Barel  |
| 3   | 30. Juni     | Mont Sainte-Anne | Steve Peat    | Cédric Gracia    | Greg Minnaar  |
| 4   | 14. Juli     | Telluride        | Steve Peat    | Fabien Barel     | Cyril Lagneau |
| 5   | 8. September | Les Gets         | Steve Peat    | Nicolas Vouilloz | Fabien Barel  |

Gesamtwertung
| Platz | Name             | Punkte |
| ----- | ---------------- | ------ |
| 1.    | Steve Peat       | 1002   |
| 2.    | Cédric Gracia    | 729    |
| 3.    | Chris Kovarik    | 709    |
| 4.    | Mickaël Pascal   | 660    |
| 5.    | Fabien Barel     | 659    |
| 6.    | Nicolas Vouilloz | 495    |

## Four Cross

### Frauen Elite
| Rnd | Datum        | Ort              | Erste                  | Zweite          | Dritte          |
| --- | ------------ | ---------------- | ---------------------- | --------------- | --------------- |
| 1   | 1. Juni      | Fort William     | Anne-Caroline Chausson | Sabrina Jonnier | Céline Gros     |
| 2   | 8. Juni      | Maribor          | Anne-Caroline Chausson | Katrina Miller  | Sabrina Jonnier |
| 3   | 29. Juni     | Mont Sainte-Anne | Anne-Caroline Chausson | Katrina Miller  | Sabrina Jonnier |
| 4   | 13. Juli     | Telluride        | Sabrina Jonnier        | April Lawyer    | Katrina Miller  |
| 5   | 7. September | Les Gets         | Anne-Caroline Chausson | Sabrina Jonnier | Katrina Miller  |

Gesamtwertung
| Platz | Name                   | Punkte |
| ----- | ---------------------- | ------ |
| 1.    | Anne-Caroline Chausson | 220    |
| 2.    | Sabrina Jonnier        | 190    |
| 3.    | Katrina Miller         | 155    |
| 4.    | Céline Gros            | 80     |
| 5.    | Tara Llanes            | 70     |
| 6.    | April Lawyer           | 50     |

### Männer Elite
| Rnd | Datum        | Ort              | Erster        | Zweiter       | Dritter      |
| --- | ------------ | ---------------- | ------------- | ------------- | ------------ |
| 1   | 1. Juni      | Fort William     | Cédric Gracia | Wade Bootes   | Brian Lopes  |
| 2   | 8. Juni      | Maribor          | Mike King     | Brian Lopes   | Steve Peat   |
| 3   | 29. Juni     | Mont Sainte-Anne | Eric Carter   | Michal Prokop | Brian Lopes  |
| 4   | 13. Juli     | Telluride        | Eric Carter   | Cédric Gracia | Greg Minnaar |
| 5   | 7. September | Les Gets         | Bas De Bever  | Mike King     | Brian Lopes  |

Gesamtwertung
| Platz | Name          | Punkte |
| ----- | ------------- | ------ |
| 1.    | Brian Lopes   | 151    |
| 2.    | Cédric Gracia | 126    |
| 3.    | Mike King     | 124    |
| 4.    | Wade Bootes   | 110    |
| 5.    | Eric Carter   | 105    |
| 6.    | Michal Prokop | 94     |